# 2019 aux Fidji
Cet article présente les faits marquants de l'année 2019 aux Fidji.

## Évènements
- 7 avril : Pour la 5e fois consécutive, et pour la 19e fois au total, l'équipe fidjienne remporte le Tournoi de Hong Kong de rugby à sept, battant la France 21-7 en finale. Le 14 avril toutefois, l'équipe fidjienne, championne en titre, est battue 19-20 par l'Afrique du Sud en finale du Tournoi de Singapour de rugby à sept, après avoir mené 19-0 à la première mi-temps[1].